# NGC 1323
NGC 1323 est une galaxie lenticulaire située dans la constellation de l'Éridan. NGC 1323 a été découverte par le physicien irlandais George Stoney en 1849.

## Caractéristiques
Sa vitesse par rapport au fond diffus cosmologique est de 5 822 ± 41 km/s, ce qui correspond à une distance de Hubble de 85,9 ± 6,0 Mpc (∼280 millions d'al).